# Armadillidium werneri
Armadillidium werneri är en kräftdjursart som beskrevs av Hans Strouhal 1927. Armadillidium werneri ingår i släktet Armadillidium och familjen klotgråsuggor. Utöver nominatformen finns också underarten A. w. obscurum.